# ميكيو إندو
ميكيو إندو (遠藤幹雄 إندو ميكيو) هو ملحن ياباني ولد في 6 أغسطس 1967 في طوكيو.

## أعماله في الدراما اليابانية
- إيريكا عميلة الإستخبارات السرية

## أعماله في الأنمي

### مسلسلات أنمي تلفزيونية
- كيه
- كيه RETURN OF KINGS
- كوبليون
- أونميوجي نجم التوأم

### أفلام أنمي
- كيه MISSING KINGS

## وصلات خارجية
- ميكيو إندو على موقع IMDb (الإنجليزية)
- ميكيو إندو على موقع ميوزك برينز (الإنجليزية)
- ميكيو إندو على موقع ديسكوغز (الإنجليزية)
- ميكيو إندو على موقع قاعدة بيانات الفيلم (الإنجليزية)
- ميكيو إندو على موقع كينوبويسك (الروسية)
- ميكيو إندو على موقع ANN person (الإنجليزية)